# Sociedad Española de Radiología Vascular e Intervencionista
La Sociedad Española de Radiología Vascular e Intervencionista (SERVEI)  es una asociación española creada en 1987 dedicada a la investigación y el apoyo en formación de la Radiología Vascular e Intervencionista.  Entre las actuaciones desarrolladas está la elaboración de estándares de competencias y de calidad y el apoyo en formación de esta especialidad todavía considerablemente desconocida para la población. Es una sección de la Sociedad Española de Radiología Médica. 

## Radiología intervencionista
La radiología intervencionista es un conjunto de técnicas que se utilizan para diagnosticar o tratar enfermedades que afectan a diversos órganos, como el sistema cardiovascular, el hígado, el riñón e, incluso, el cáncer y tumores benignos como los miomas o los de próstata.
Se trata de una subespecialidad de la radiología que se sirve de técnicas de imagen para realizar procedimientos diagnósticos y terapéuticos mínimamente invasivos, generalmente a través de catéteres que se hacen llegar hasta el vaso sanguíneo o los órganos sobre los que se quiere intervenir.
La introducción de catéteres a través de mínimas incisiones, habitualmente en la región inguinal, permite detener hemorragias, recanalizar arterias obstruidas, drenar colecciones de pus, embolizar malformaciones vasculares, tratar aneurismas, tratamientos oncológicos por quimioembolización, depositando el agente antitumoral directamente sobre el tumor, etc.

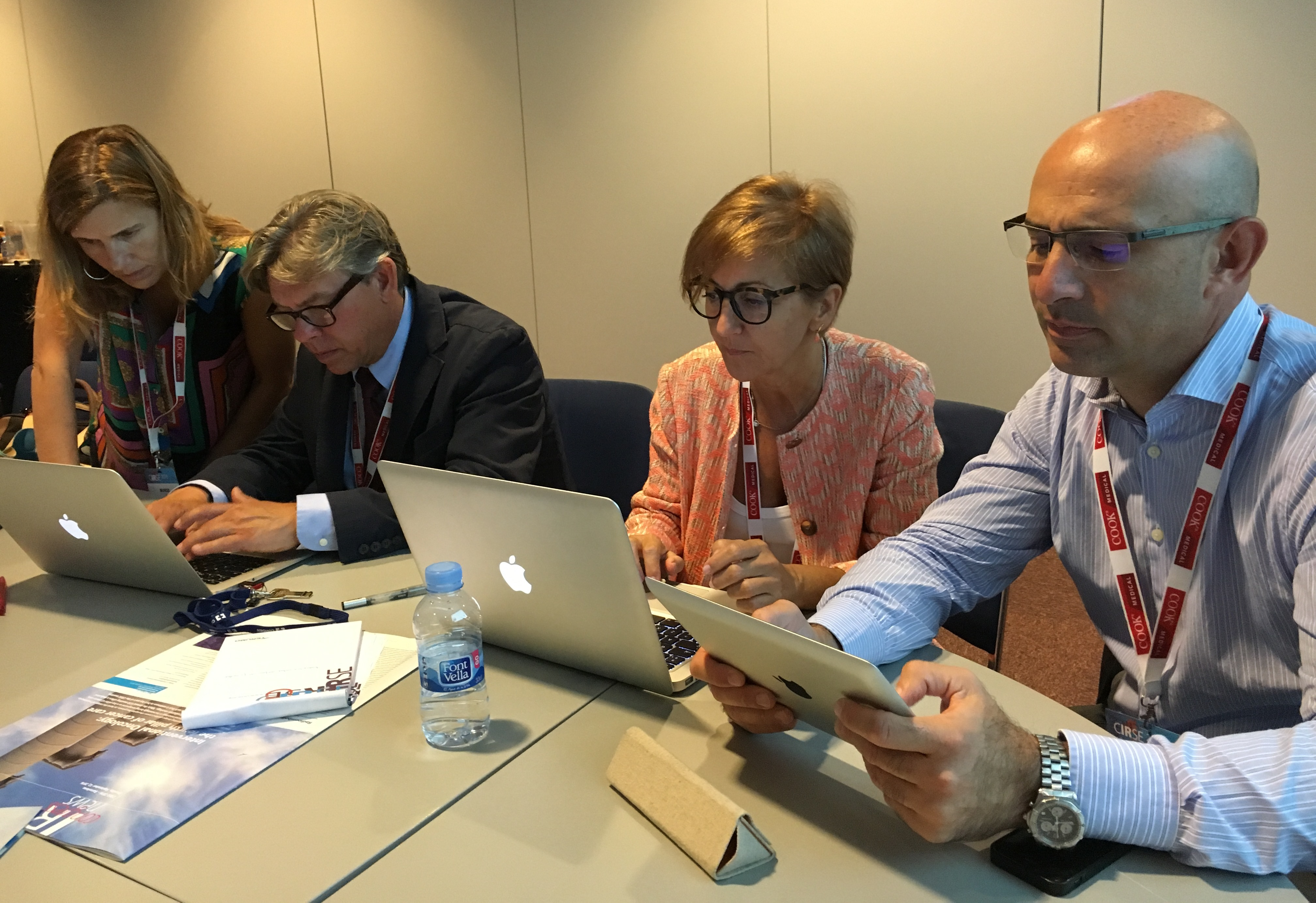
Wikimaratón sobre radiología intervencionista en CIRSE2016. Drs. Mariano Magallanes, Mercedes Pérez Lafuente y Enrique Esteban, Presidente de SERVEI

Sus principales ventajas están en que implica menor riesgo y complicaciones que las cirugías clásicas y un tiempo de hospitalización muy breve o inexistente.
La técnica es relativamente nueva pero todos los procesos están estandarizados. Es por otro lado una técnica todavía muy desconocida por parte de la mayoría de la población explica Teresa Moreno presidenta de SERVEI (2013) y a veces incluso ni siquiera los propios médicos la ofrecen.

## Formación y difusión
En septiembre de 2016 SERVEI organizó la primera wikimaratón sobre radiología intervencionista en el marco de CIRSE 2016 para editar en Wikipedia contenidos de la especialidad.

### Revista "Intervencionismo"
Es una revista de divulgación científica sobre "Técnicas Mínimamente Invasivas". Es también la publicación oficial es de SERVEI y de la Sociedad Iberoamericana de Intervencionismo. 
De carácter trimestral y de acceso abierto, su primer número se publicó en 1998.

## Coordinación Internacional
SERVEI está coordinada en el ámbito internacional con CIRSE (Sociedad Europea de Radiología Cardiovascular e Intervencionista).